# Comisión parlamentaria
La comisión parlamentaria es un grupo de trabajo permanente o constituido con una finalidad particular, encargada de la discusión e informe especializado de un proyecto de ley o un tema sometido a su conocimiento.
Estos grupos de trabajo se dividen en especialidades de acuerdo a lo señalado en las respectivas Constituciones, leyes reguladoras del funcionamiento del Congreso o Parlamento, o en los reglamentos internos de las cámaras legislativas.
Cada rama del Congreso tiene el número de comisiones que sus respectivos reglamentos establecen.
Ley o reglamento encargadas del estudio y posterior informe especializado de las materias y proyectos de ley sometidas a su conocimiento.

## Tipos

### Permanentes
El funcionamiento de las comisiones permanentes constituye la regla general dentro del marco de la labor legislativa. La actividad de las comisiones permanentes se desarrolla sobre la base de las sesiones del pleno. Son reuniones, las cuales tienen lugar siempre que concurra un número mínimo de ellos, en que los parlamentarios miembros pueden adoptar acuerdos válidos y que son de obligatorio cumplimiento tanto para los presentes como para el resto de los integrantes. Estas sesiones deben realizarse en la sala destinada a este efecto. En algunos países, estas sesiones son de carácter reservado en tanto que el público no tiene acceso a ellas, excepto las personas que hayan sido invitadas por la comisión para la ilustración de sus debates, y las audiencias legislativas públicas.

### No permanentes
Según su duración, se distingue entre comisiones permanentes y no permanentes. Entre estas últimas se comprenden, a su vez, las especiales, las unidas y las mixtas.
- Especiales o Investigadoras: Constituidas para el conocimiento de un proyecto determinado o una materia especifica y por un plazo determinado.

- Unidas: Compuesta por miembros de una o más comisiones distintas del Congreso. En Chile tanto en la Cámara de Diputados como en el Senado, dos o más comisiones podrán encargarse, unidas, del examen de un asunto en particular.
- Mixtas: Compuesta por miembros de ambas cámaras del Congreso, encargadas de resolver diferencias surgidas entre las cámaras durante la tramitación de un proyecto de ley.
- Bicamerales: Son designadas para el estudio de una materia de interés común para ambas cámaras.

### Según origen normativo
Según su origen normativo, pueden ser constitucionales (comisiones mixtas), legales (permanentes, unidas o especiales), o reglamentarias (mixtas, por acuerdo de ambas ramas del Congreso Nacional).

## Comisiones parlamentarias en España
En el caso español, existen las Subcomisiones y ponencias, que son órganos de estudio y propuesta que se constituyen en el seno de las Comisiones. Así como estas últimas actúan en muchos casos como órganos de preparación de las decisiones de la Cámara, las ponencias, a su vez, hacen lo mismo respecto a las Comisiones. Tienen una importancia considerable, ya que es donde se efectúa el estudio más detenido de los diversos asuntos sometidos a la consideración de las Comisiones. Las ponencias se forman para cada asunto, actúan a puerta cerrada, y se integran normalmente por una pluralidad de miembros, que representan entre los distintos grupos parlamentarios.

### Congreso de los Diputados
Las Comisiones del Congreso de los Diputados en la XIV Legislatura están constituidas por 37 diputados son:

#### Comisiones Permanentes Legislativas
- Comisión Constitucional. Pte. Patxi López
- Comisión de Defensa. Pte. José Antonio Bermúdez de Castro
- Comisión de Sanidad y Consumo Pta. Rosa María Romero
- Comisión de Derechos Sociales y Políticas Integrales de la Discapacidad. Pte. Joan Ruiz
- Comisión de Hacienda . Pte. Eloy Suárez Lamata
- Comisión de Asuntos Exteriores. Pte. Pau Marí-Klose
- Comisión de Justicia. Pta. Isaura Leal Fernández
- Comisión de Educación y Formación Profesional. Pte. Sergio Gutiérrez Prieto
- Comisión de Trabajo, Inclusión, Seguridad Social y Migraciones. Pte. Antonio Gómez-Reino
- Comisión de Asuntos Económicos y Transformación Digital. Pte. Celso Delgado Arce
- Comisión de Política Territorial y Función Pública. Pta. María Luisa Carcedo
- Comisión de Interior. Pta. Ana María Botella Gómez
- Comisión de Ciencia, Innovación y Universidades. Pte. Gerardo Pisarello
- Comisión de Igualdad. Pta. Pilar Cancela
- Subcomisión Pacto de Estado en materia de Violencia de Género
- Comisión de Presupuestos. Pta. Pilar Garrido
- Comisión de Transporte, Movilidad y Agenda Urbana. Pte. Javier Izquierdo
- Comisión de Cooperación Internacional para el Desarrollo. Pta. Roser Maestro
- Comisión de Agricultura, Pesca y Alimentación. Pte. Joseba Andoni
- Comisión de Transición Ecológica y Reto Demográfico. Pte. Juan López de Uralde
- Comisión de Industria, Comercio y Turismo. Pte. Joan Capdevila i Esteve
- Comisión de Cultura y Deporte. Pte. Agustín Zamarrón

#### Comisiones Permanentes No Legislativas
- Comisión de Reglamento
- Comisión de Peticiones
- Comisión de Estatuto de los Diputados

#### Comisiones de Investigación en otras legislaturas
- Comisión Investigación utilización partidista Ministerio del Interior
- Comisión Investigación crisis financiera España y programa de asistencia
- Comisión de Investigación presunta financiación ilegal del Partido Popular.

### Senado
Las Comisiones del Senado de España en la XII Legislatura son:

#### Comisiones Permanentes
- Comisión de Agricultura, Pesca y Alimentación
- Ponencia de estudio sobre el desperdicio alimentario en el Estado español
- Comisión de Asuntos Exteriores
- Comisión de Asuntos Iberoamericanos
- Comisión Constitucional
- Comisión de Cooperación Internacional para el Desarrollo
- Ponencia de estudio para la definición, la elaboración y la coordinación de la Estrategia española para alcanzar los Objetivos de Desarrollo Sostenible (ODS)
- Comisión de Cultura
- Comisión de Defensa
- Comisión de Derechos de la Familia, la Infancia y la Adolescencia
- Comisión de Economía, Industria y Competitividad
- Comisión de Educación y Deporte
- Comisión de Empleo y Seguridad Social
- Ponencia de estudio sobre la afectación de la turnicidad y la nocturnidad en la salud y la esperanza de vida de los trabajadores.
- Comisión de Energía, Turismo y Agenda Digital
- Comisión de Entidades Locales
- Comisión Especial sobre la evolución demográfica en España
- Comisión de Fomento
- Comisión General de las Comunidades Autónomas
- Comisión de Hacienda y Función Pública
- Comisión de Igualdad
- Ponencia de estudio para la elaboración de estrategias contra la violencia de género
- Comisión de Incompatibilidades
- Comisión de Interior
- Comisión de Justicia
- Comisión de Medio Ambiente y Cambio Climático
- Comisión de Nombramientos
- Comisión para las Políticas Integrales de la Discapacidad
- Comisión de Peticiones
- Comisión de Presupuestos
- Comisión de Reglamento
- Ponencia de estudio sobre el funcionamiento del Senado
- Comisión de Sanidad y Servicios Sociales
- Ponencia de estudio sobre genómica.
- Comisión de Suplicatorio

### Comisiones Mixtas Permanentes
Estas comisiones están formadas por miembros de ambas Cámaras legislativas.
- Comisión Mixta para las Relaciones con el Tribunal de Cuentas
- Comisión Mixta para la Unión Europea
- Ponencia estudio consecuencias salida Reino Unido de la UE
- Comisión Mixta de Relaciones con el Defensor del Pueblo
- Comisión Mixta Control Parlamentario de la Corporación RTVE y sus Sociedades
- Comisión Mixta de Seguridad Nacional
- Comisión Mixta para el Estudio del Problema de las Drogas
- Ponencia de estudio "Menores sin alcohol"

## Comisiones parlamentarias en Chile
- Permanentes: aquellas establecidas por ley o reglamento encargadas del estudio y posterior informe especializado de las materias y proyectos de ley sometidas a su conocimiento.

- Especiales o Investigadoras.
- Mixtas: compuesta por miembros de ambas cámaras del Congreso.
- Unidas: compuesta por miembros de una o más comisiones distintas del Congreso.

### Cámara de Diputados
En la Cámara de Diputados existen 21 comisiones permanentes, compuestas por 13 miembros cada una, elegidos por la Cámara a propuesta de la Mesa (autoridades elegidas por los propios parlamentarios para dirigir la Corporación). La Comisión de Régimen Interno la integran, además de 13 diputados, la directiva de la Mesa de la Cámara.

### Senado
Las comisiones permanentes del Senado están compuestas por cinco miembros y cada senador debe pertenecer, a lo menos, a una comisión. Los miembros serán elegidos por el Senado a propuesta del Presidente y durarán en sus cargos todo el período legislativo. La Comisión de Régimen Interno tendrá a su cargo la supervigilancia del orden administrativo e interno de los servicios de la Corporación y la administración del edificio y sus dependencias.